# Manor House (London Underground)

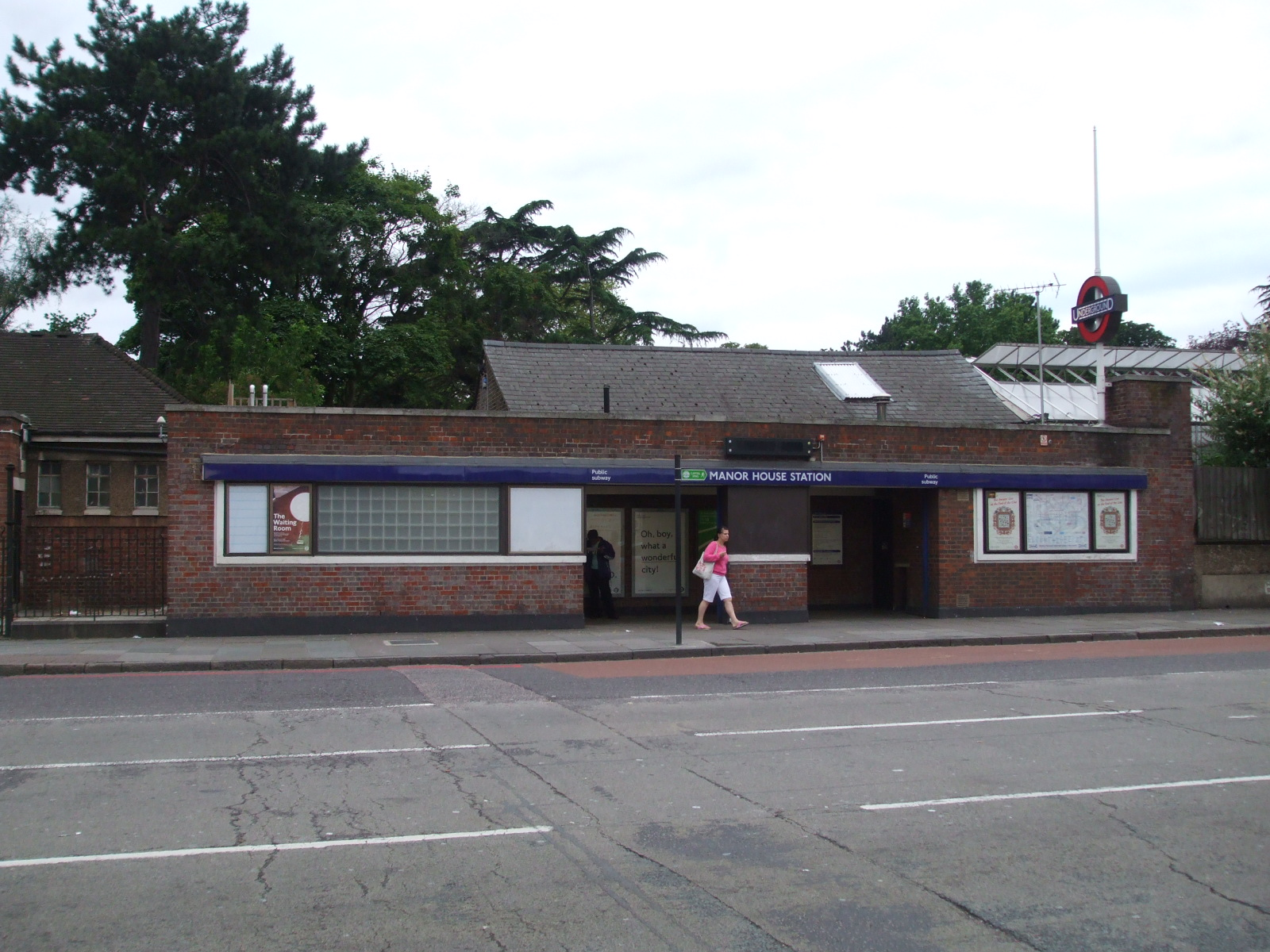
Stationsgebäude

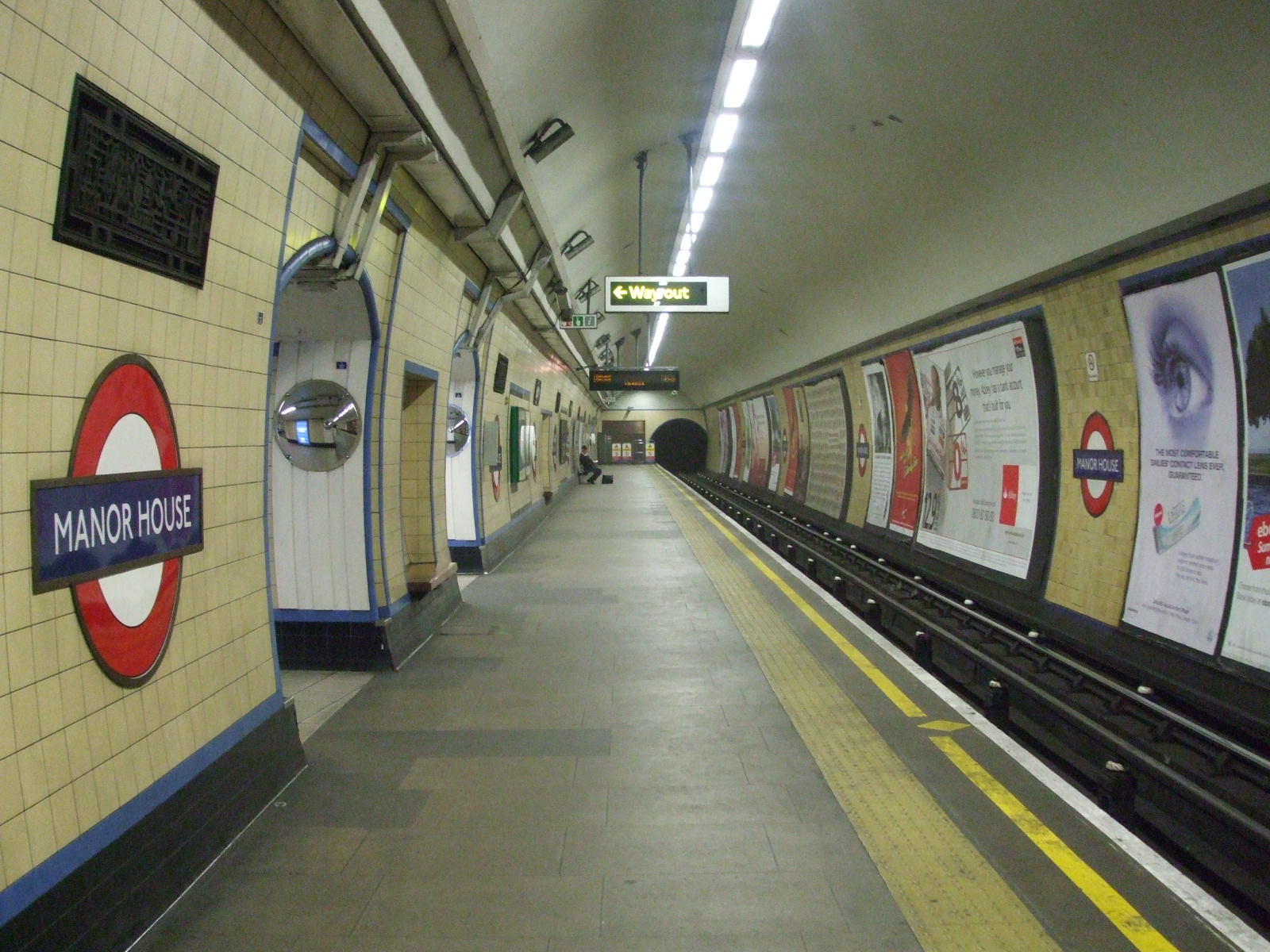
Bahnsteig in Richtung Norden

Manor House ist eine unterirdische Station der London Underground im Stadtbezirk London Borough of Hackney. Sie liegt an der Grenze der Travelcard-Tarifzonen 2 und 3, an der Kreuzung von Seven Sisters Road und Green Lanes. Hier verkehren Züge der Piccadilly Line. Im Jahr 2013 nutzten 9,26 Millionen Fahrgäste die Station.
Die Eröffnung der nach einem nahe gelegenen Pub benannten Station erfolgte am 19. September 1932, als die Piccadilly Line von Finsbury Park aus in Richtung Norden nach Arnos Grove verlängert wurde. Wie die übrigen Stationen im nördlichen Teil der Piccadilly Line ist auch diese vom Architekten Charles Holden entworfen worden.
In den ersten Jahren gab es separate Ausgänge, die hinauf zu Inselhaltestellen inmitten der Seven Sisters Road führten; dort verkehrten Straßenbahnen nach Tottenham, Edmonton und Stamford Hill. Der Straßenbahnbetrieb wurde bereits 1938 eingestellt und durch Oberleitungsbusse ersetzt, die sich ebenfalls nur wenige Jahre behaupten konnten. Die Ausgänge mauerte man 1951 zu. Aufgrund der Terroranschläge vom 7. Juli 2005 war die Station einige Wochen geschlossen; am 4. August erfolgte die Wiedereröffnung.